# 朝鮮通信 (網站)
《朝鮮通信》（日语：朝鮮通信社），又譯作《朝鮮通訊》，是朝鮮民主主義人民共和國國營通訊社朝鮮中央通訊社開設的海外電子報刊。伺服器位於日本，由旅日朝鲜人总联合会负责运营。有朝鮮語、英語兩種語言。主要負責翻譯和轉載朝中社的報導，也刊登有《勞動新聞》等朝鮮主要報刊的內容。
《朝鮮通信》並非朝鮮中央通訊社的官方網站，但在2010年10月朝中社官網（www.kcna.kp）上線之前，《朝鮮通信》網站（www.kcna.co.jp）實際承擔了在互聯網上宣傳報導的職能。現今兩個網站仍各自運營。

## 外部連結
- 《朝鮮通信》朝鮮文版 （页面存档备份，存于）
- 《朝鮮通信》英文版 （页面存档备份，存于）